# Karel Jožef Prenner
Karel Jožef Prenner, slovenski zgodovinski pisec, * 3. november 1780, Škofja Loka, † 13. maj 1841, Stična.

## Življenje in delo
Rodil se je v Škofji Loki protipisarju Ignacu, umrl pa je za kapjo v Stični. 
Med 1818 in 1834 je bil aktuar državnega gospostva v Škofji Loki, od 1835 do 1941 pa aktuar verozakladniškega gospostva v Stični.

## Pisateljevanje
Za Hermannsthalovo Carniolio je v med letoma 1838 in 1841 napisal 17 razprav in člankov genealoške, zgodovinske in etnografske vsebine, v katerih opisuje stare kranjske in štajerske plemiške rodbine, tako leta 1839 Herbersteine in Baumkircherje, 1840 Schärfenberge in grofe Stubenberge, 1841 barone Rauberje in kneze Eggenberge. 
Pomembnejše razprave:
- 1838: Über die ständischen Gültpferde und die ehemalige Landesbewaffnung in Krain; Die Kreutoder Kreuzfeuer und die Tabore in Krain; Die Cillier in Krain;
- 1839: Die zwei Heldenköpfe zu Auersperg; Das Schloss Wagensberg in Krain;
- 1840: Das Pfarrvikariat Primskau und dessen Tabor in Krain; Der Savestrom und seine Beschiffung;
- 1841: Kaiser Leopolds I. Erbhuldigung zu Klagenfurt und Laibach.

V časopisu Illyrisches Blatt je leta 1839 objavil daljši opis Železnikov (Das Bergwerk Eisnern in Krain), leta 1840 pa opis romarske cerkve v Crngrobu (Die Wallfahrtskirche U. L. Frauen zu Ehrengruben in Oberkrain).